# Double DJ's
Double DJ's is een Nederlands muziekduo dat vooral bekendheid geniet door feestnummers.
De Double DJ's bestaan uit Robbie van Rijt en Jeroen Stabel. In 2004 kregen zij een contract bij platenmaatschappij HJDM. Ze brachten in 2004 de single De kangoeroe dans uit. In 2005 namen ze samen met Denans de single De gedachten aan jou uit, die in de Nederlandse Single Top 100 kwam. Verder hebben ze carnavalsnummers gemaakt als De benen uit m'n... en Roeien, zeilen, vissen.

## Discografie

### Albums
| Album met eventuele hitnotering(en) in de Nederlandse Album Top 100 | Datum van verschijnen | Datum van binnenkomst | Hoogste positie | Aantal weken | Opmerkingen |
| ------------------------------------------------------------------- | --------------------- | --------------------- | --------------- | ------------ | ----------- |
| Boven op de berg - Een berg vol hits                                | 14-12-2010            | -                     |                 |              |             |

### Singles
| Single met eventuele hitnotering(en) in de Nederlandse Top 40 | Datum van verschijnen | Datum van binnenkomst | Hoogste positie | Aantal weken | Opmerkingen                              |
| ------------------------------------------------------------- | --------------------- | --------------------- | --------------- | ------------ | ---------------------------------------- |
| De kangoeroe dans                                             | 2004                  | -                     |                 |              | Nr. 82 in de Single Top 100              |
| Un dos tres                                                   | 2004                  | -                     |                 |              | Nr. 83 in de Single Top 100              |
| De boerenjongens                                              | 2005                  | -                     |                 |              | Nr. 88 in de Single Top 100              |
| De gedachten aan jou                                          | 2005                  | -                     |                 |              | met Denans / Nr. 32 in de Single Top 100 |
| De benen uit m'n...                                           | 2006                  | -                     |                 |              | Nr. 97 in de Single Top 100              |
| Roeien, zeilen, vissen                                        | 2007                  | -                     |                 |              | Nr. 50 in de Single Top 100              |
| Zwaai eens even naar mijn vogeltje                            | 2008                  | -                     |                 |              | Nr. 29 in de Single Top 100              |
| Ja die van jou                                                | 2009                  | -                     |                 |              | Nr. 35 in de Single Top 100              |
| Boven op de berg (Dwergenlied)                                | 2010                  | -                     |                 |              | Nr. 28 in de Single Top 100              |
| De reddingsboot                                               | 2010                  | -                     |                 |              | Nr. 67 in de Single Top 100              |
| Goede vrienden                                                | 2011                  | -                     |                 |              | Nr. 43 in de Single Top 100              |
| Viva! - Het leven is een feest                                | 2011                  | -                     |                 |              | Nr. 78 in de Single Top 100              |
| Handen hoog!                                                  | 2012                  | -                     |                 |              | Nr. 55 in de Single Top 100              |
| Horen, zien en zwijgen                                        | 2013                  | -                     |                 |              | Nr. 91 in de Single Top 100              |

| Single met hitnotering(en) in de Vlaamse Ultratop 50 | Datum van verschijnen | Datum van binnenkomst | Hoogste positie | Aantal weken | Opmerkingen |
| ---------------------------------------------------- | --------------------- | --------------------- | --------------- | ------------ | ----------- |
| Boven op de berg (Dwergenlied)                       | 2010                  | 20-02-2010            | 28              | 4            |             |